# Израел наш дом
Израел наш дом (ישראל ביתנו, Yisra'el Beytenu) је израелска националистичка политичка странка основана 1999.
Лидер Беитену је Авигдор Либерман (иначе имигрант из СССР-а). Странка се залаже највише за права и интеграцију Јевреја русофона дошљака из бившег СССР-а деведесетих година.
Израел наш дом је основан 1999. од бивших чланова Ликуд-а (главна странка израелске деснице), који су били у сукобу с лидерством те организације. Беитену се карактерише као националистичка и крајње ционистичка али се противи једнако сефардском и ашкенаском ортодоксном клерикализму и заговара секуларизам.
Ова партија и њен лидер су више пута нападани као расисти и као поборници етничког чишћења Арапа из Израела. Заправо Беитену се залаже за размену популације јеврејске националности која живи у Западном Јордану за арапску популацију која борави у Израелу. Званично се не противи ни стварању независне палестинске државе, али под условом да границе тог ентитета одлучи Израел.
Од 2009. Беитену је члан владе Бенјамина Нетанјахуа а Либерман је био министар иностраних послова до децемебра 2012. На изборе 2013. ова партија и Нетанјухуов Ликуд су створили заједничку листу која је освојила 23,3% и 31 посланика у Кнесет од којих 11 је припало Беитену-у.